# Gustaf Erik Pasch
Gustaf Erik Pasch, Berggren till 1806, född 3 september 1788 i Norrköping, död 6 september 1862 i Stockholm, var en svensk kemist och uppfinnare av säkerhetständstickan.

## Biografi
Gustaf Erik Pasch var son till en betjänt och timmerman i Norrköping vid namn Erik Berggren och tog sig namnet Pasch efter sin styvfar Christian Pasch, som modern Katarina Jungstedt gifte om sig med. Pasch skrevs in 1806 som student vid universitetet i Uppsala där han blev lärjunge till Jöns Jacob Berzelius. Han promoverades till magister 1821 och antogs samma år till farmacie adjunkt vid Karolinska institutet och förordnades 1823 till Thamisk föreläsare vid Vetenskapsakademien, med professors titel. 
Vid hemkomsten 1827 från en utländsk vetenskaplig resa invaldes han till ledamot av Vetenskapsakademien med nummer 412. I akademiens handlingar 1824–1849 redigerade han årsberättelserna om teknologins framsteg. Han var även från 1827 till sin död sekreterare i Patriotiska sällskapet och föredragande i den tekniska avdelningen av Lantbruksavdelningen, varav han blev ledamot likaledes 1827. Pasch avgick 1829 från sin lärarsyssla vid Karolinska institutet och pensionerades 1851 från Thamiska lektoratet vid Vetenskapsakademien. 1846–1861 utgav Pasch som ledamot av Svenska silkesodlingssällskapets dess årsberättelser. Pasch avled i Stockholm 1862.
På 1830-talet lanserades den första tändstickan, en trästicka doppad i gul fosfor som kunde antändas när som helst. Pasch kom på att man i stället kunde använda röd fosfor och separera de verksamma ingredienserna. En del av antändningsmaterialet lades på ett plån och de andra doppades på stickan. Eftersom Paschs tändsticka inte kunde antändas lika lätt kallades den "säkerhetständsticka", vilken han tog patent på 1844.
Gift 1827 med Augusta Fredrika Vilhelmina Berg.